# عقيل الجناحي
عقيل الجناحي (15 ديسمبر 1969) منشد ومعد ومقدم برامج إذاعية وتلفزيونية.

## عن حياته
هو عقيل صالح حسن محمد عبد الرحمن الجناحي ولد في 15 ديسمبر 1969.

## برامجه واعماله
- عمل مذيعاً تلفزيونيا في تلفزيون قطر وقدم من خلاله العديد من البرامج الدينية والاجتماعية منها:

المجلة الإسلامية، إضاءات , براويز، القلب , جنة الدنيا، تنوير , فلوس ونفوس .
- منسق دورات تدريبية بمركز قناة الجزيرة الإعلامي للتدريب والتطوير .
- قدم أيضا العديد من البرامج على إذاعة القران الكريم من الدوحة منها :

كيف أصبحت، وقفة تأمل، أمسية , عيد وفرحة، نسائم الخير وغيرها .
- مذيع ومقدم برامج مسابقات في برنامج بيت العطار على قناة بداية .
- مذيع ومقدم مسابقات في برنامج زد رصيدك 2 وزد رصيدك 3 على قناة بداية وقدم في نفس القناة كذالك عدة برامج مثل برنامج اخر بروفه وهو برنامج انشادي واستضاف فيه عدد كبير من المنشدين .

## ابرز أعماله الإنشادية
- مكتوب و مقدر
- حب الزوج
- حب الزوجة
- حب الله
- حب الرسول
- حب الأخوة
- أخي قد دعانا الغد
- حور العيون
- حب الوطن
- براكِ الله
- حب الطبيعة
- كلها من صنع ربي

## من ألبوماته
- ألبوم المجلة الإسلامية
- هكذا الحب
- لاتعذبني
- يا الله
- تهانينا
- تهانينا 2
- غنية ومنية